# Зона Любэ (фильм)
«Зона Любэ» — российский фильм Дмитрия Золотухина 1994 года. Фильм сделан по песням группы «Любэ».

## Сюжет
Группа «Любэ» даёт концерт в одной из российских колоний, который слушают заключённые и охранники, мужчины, женщины, подростки. Здесь же находятся телевизионщики, снимающие сюжет о тюремных буднях и судьбах заключённых. И каждая песня отражается фильмом-новеллой, чьей-то личной судьбой.

## В ролях
- Николай Расторгуев — вокалист группы «Любэ»
- Марина Левтова — Лена, журналистка
- Виталий Локтев — клавишник группы «Любэ»
- Александр Николаев — басист группы «Любэ»
- Александр Ерохин — ударник группы «Любэ»
- Евгений Насибулин — гитарист группы «Любэ»
- Дмитрий Матвеев — Игорь Сергеевич, капитан, начальник тюрьмы
- Филипп Янковский — Владик
- Алексей Луканев — ассистент оператора
- Владислав Опельянц — ассистент оператора (в титрах — Владимир Опельянц)
- Игорь Пивоваров — Егор Иванович, прапорщик внутренних войск
- Владимир Павленок — охранник
- Виктор Гайнов — заключённый «Страж ворот»
- Алексей Серебряков — Андрей Егоров, младший лейтенант внутренних войск
- Юрий Харченко — заключённый «Философ»
- Владимир Кашпур — заключённый «Хозяин коня»
- Евгений Весник — заключённый «Рыночник»
- Артур Нищёнкин — заключённый «Любитель»
- Сергей Корнеев — заключённый «Бабник»
- Владимир Зимянин — заключённый «Политический»
- Геннадий Сидоров — заключённый «Круглолицый»
- Нартай Бегалин — заключённый «Злой»
- Николай Селькин — деревенский житель
- Галина Кузнецова — деревенская жительница
- Александр Малышев — жокей
- Валентин Цибряев — жокей
- Николай Фирсов — заключённый «Лысый»
- Ирина Розанова — верная подруга, жена несчастного зека
- Сергей Сазонтьев — майор
- Валерий Гаркалин — заключённый «Сильный»
- Мария Бебчук — дочь
- Валентина Клягина — подруга
- Юлия Силаева — воспитанница интерната
- Татьяна Фесенко — повариха Лена
- Екатерина Степанова — девочка-цыганка
- Михаил Симаконь — дед-цыган
- Андрей Подошьян — брат цыган
- Фёдор Сухов — заключённый «Седой»
- Мария Колосова — охранница / мать «Седого»
- Наталья Хорохорина — заключённая «Лукавая»
- Марина Голуб — заключённая «Озорница»
- Татьяна Кузнецова — «Плясунья»
- Инна Пиварс — драматический портрет

## Звуковое сопровождение
В фильме звучат песни группы «Любэ»
1. Белый лебедь
2. Сирота казанская
3. Конь
4. Луна
5. На воле
6. Младшая сестрёнка
7. Давай-наяривай
8. Ты прости меня, мама
9. Финал (проигрыш и последний припев песни «На воле»)
10. Дорога

В фильме звучат песни на стихи Александра Шаганова
Позднее почти все песни из фильма вошли в одноимённый альбом группы.
Компакт-диск «Зона Любэ» стал лучшим среди CD в номинации продюсерской работы и звука по итогам 1994 года в России, за победу среди более чем 60 (шестидесяти) российских фирм грамзаписи он удостоен приза «Бронзовый волчок».

## Критика
Фильм стал важной вехой в истории группы. Александр Колобовский в рецензии для журнала «Столица» посчитал музыку более важной частью картины, чем её действие, а также похвалил работу Расторгуева. Андрей Титов в своей рецензии для «Искусства кино» написал, что режиссёр-дебютант выступил неуверенно, а драматургическую составляющую фильма назвал «беспомощной».

## Награды
- Приз Благотворительного фонда «Возрождение» «За органичное существование в зоне добра и творчества» на Акции-кинофестивале «Сталкер»
- Номинация на гран-при Большого конкурса «Кинотавр», 1995 год